# Eine verhängnisvolle Nacht
Eine verhängnisvolle Nacht ist ein deutscher Fernsehthriller von Miguel Alexandre aus dem Jahr 2013. In den Hauptrollen spielen Silke Bodenbender und Matthias Brandt. Der Film wurde am 16. September 2013 erstmals im Fernsehprogramm des ZDF ausgestrahlt.

## Handlung
Hannah ist alleinerziehende Mutter zweier Kinder und arbeitet als Lehrerin in einem Hamburger Gymnasium. Dort lernt sie eines Tages ihren neuen Kollegen Bernd Vossler kennen – laut Freundin Chiara ein echter Frauenversteher. Tatsächlich kommt es schnell zu einem ersten Date und zu gemeinsamen Ausflügen mit den Kindern. Es könnte so schön sein, doch Bernd neigt wiederholt zu aggressiven Ausbrüchen und schlägt Hannah dabei einmal. Nach mehreren Entschuldigungsversuchen vergibt Hannah ihm. Aus dem versöhnlichen Abend entwickelt sich jedoch ein weiterer Zornesausbruch, bei dem Bernd Hannah brutal vergewaltigt. Hannah zeigt Bernd an, dieser wird später vom Gericht zu einer über zweijährigen Gefängnisstrafe verurteilt.
Anderthalb Jahre nach der Verurteilung steht plötzlich ein ehemaliger Mithäftling bei Hannah vor der Tür und warnt sie vor Bernd. Dieser sagte im Gefängnis immer wieder, Hannah habe sein Leben zerstört und er wolle deshalb Rache. Außerdem sei er vor zwei Wochen vorzeitig entlassen worden, was Hannah bislang nicht wusste. Hannah macht sich Sorgen und sieht sich und ihre Familie in Gefahr. Tatsächlich lauert ihr Bernd wiederholt auf – vor der Schule, selbst bei ihr zu Hause – und bedroht sie. Allerdings kann man ihm nichts nachweisen, es steht letztendlich Aussage gegen Aussage. Außerdem wählt Bernd meist keine plumpen, offensichtlichen Aktionen, sondern geht eher subtil vor. Dadurch kann die Polizei Hannah kaum helfen, sodass Hannahs Leben fortan von Angst gezeichnet ist.
Nach einem erneuten tätlichen Angriff, bei dem Bernd Hannah beinahe erwürgt, bricht Hannah entkräftet zusammen und verbringt eine Woche in einer psychiatrischen Klinik. Jetzt sucht Bernd auch ihre Kinder Paula und Niklas auf und zieht seine Spielchen ab. Dies belastet die Familie sehr, sodass Hannah sich für einen radikalen Schritt entscheidet. Sie wird mit ihren Kindern an einem Ort an der Küste unter ihrem Mädchennamen ein neues Leben beginnen. Dies ist nicht einfach für die Beteiligten, so muss Hannah jetzt selbst ihren dementen Vater zurücklassen und Tochter Paula ihre Beziehung beenden. Bei der Verabschiedung von Hannah gibt ihr Chiara, die sich in nächster Zeit um Hannahs Vater kümmern wird, noch eine Pistole mit, ein Erbstück ihres Vaters.
An ihrem neuen Lebensort findet die Familie wieder zueinander. Niklas liebt die Küste und ist begeistert, als Hannah eine kleine Strandhütte mietet. Paula findet es auch schön, allerdings trifft sie sich immer wieder heimlich mit ihrem Freund Lukas auf dem Ausflugsdampfer. Bernd kann den Aufenthaltsort der Familie ausfindig machen und lauert ihr am Strand auf. Als er Hannah im Wasser ertränken will, schießt Niklas mit der Pistole, die Hannah in der Hütte versteckt hat. Bernd lässt von ihr ab und verschwindet.
Im Nachspann erfährt der Zuschauer, dass Hannah und ihre Kinder Bernd nie wiedergesehen haben. Nachdem er von seiner neuen Freundin angezeigt wurde, nahm er sich in der Untersuchungshaft das Leben.

## Produktion
Der Film wurde vom 10. Juli 2012 bis zum 9. August 2012 in Hamburg und an der Nord- und Ostsee gedreht.

## Rezeption

### Kritiken
Das Lexikon des internationalen Films schreibt: „Konventionell erzählter Stalker-Thriller, der die Nähe zum Hollywood-Klischee nicht scheut. Das Spiel der Hauptdarsteller entschädigt für die formelhafte Geschichte.“
Rainer Tittelbach gibt dem Film bei tittelbach.tv insgesamt 4 von 6 Sternen. Matthias Brandt würde den unberechenbaren Stalker stark mimen, er könne wunderbar von charismatisch auf brutal umschalten. Silke Bodenbender stelle sein Opfer überzeugend dar – in einem Spiel zwischen Kraftlosigkeit und Depression, zwischen Selbstbestimmung und Lebensmut. Der Film erzähle aus der Perspektive des Opfers, Hintergründe des Täters blieben verborgen. Die Maske sei vorzüglich gelungen, der Seelenzustand der Hauptfigur durch rote Augen, blasse Wangen und die Frisuren entsprechend umgesetzt. Das Bedrohungsszenario sei spannungsreich wie überraschungsarm. Der Kritiker empfiehlt: „Um Gefallen an diesem dramaturgisch konventionellen ZDF-Movie zu finden, sollte man ihn mehr als Stalker-Drama und weniger als Thriller begreifen.“

### Einschaltquoten
Die Erstausstrahlung des Films am 16. September 2013 im ZDF sahen insgesamt 5,96 Millionen Zuschauer. Dies bedeutete einen Marktanteil von 18,7 % und damit den Tagessieg. Die Wiederholung am 10. August 2015 sahen 3,98 Millionen Zuschauer mit einem Marktanteil von 14,2 %.